# 정명석
정명석(鄭明錫, 1945년 3월 16일~)은 기독교 계열의 총회장(사이비)목사, 기독교복음선교회의 창립자이다. 본관은 하동이고, 호는 천보(天寶)이다.

## 약력
- 1945년 전라북도(현재의 충청남도) 금산군 진산면 석막리에서 6남 1녀 중 3남으로 출생
- 1981년 3월 MS선교회 창설(대표 취임), 애천교회 창립
- 1983년 11월 웨슬레 신학원 졸업, 전국 8개 도시 교회 설립
- 1986년 9월 예수교 대한 감리회(진리) 창립
- 1991년 3월 자연수련원 월명동 개발 착공
- 1998년 충남대학교 행정대학원 최고경영자 과정 수료
- 1999년 8월 국제문화예술평화협회 세계문화교류 GACP 창설, 제 1회 프랑스 파리 대회 개최
- 2001년 11월 스리랑카 유네스코 산하 오픈인터네셔날 대학교(The Open International University for Complementary Medicines) 철학박사 학위 취득
- 2002년 8월 제6회 국제문화예술평화협회(GACP) 컨퍼런스 개최, 한국 대전
- 2003년 한국 검찰의 요청으로 인터폴 적색 수배 대상
- 2007년 중국 공안 체포
- 2008년 기독교복음선교회 총재
- 2009년 성폭행 혐의로 대법원 10년형 선고
- 2018년 준강간 혐의 징역 10년 만기 출소
- 2022년 성폭력 혐의로 재고소
- 2023년 준강간과 강제추행 등 혐의에 대해 1심에서 징역 23년 선고[2]
- 2025년 대법원 최종판결 상고기각 징역 17년 확정

## 종교 활동
1980년 개신교 기반 애천교회(현재 기독교복음선교회)를 세웠다. 정명석의 30개론은 통일교 원리강론과 일부 용어가 유사하지만 말씀 내용의 대부분이 다르며 교리의 방향과 본질이 다르다고 주장한다. 통일교는 문선명을 인류의 아버지, 한학자를 인류의 어머니로 믿고 섬기는 등 '세계가정통일'을 목적을 두고 활동했다. 반면 정명석은 하나님의 우주 및 인간 창조의 목적은 '사랑'이므로, 인간이 하나님과 구원주 예수를 믿는데서 그치는 것이 아닌 하나님이 인간을 사랑함과 같이, 인간이 하나님을 사랑하므로 말씀을 행하는 삶을 사는 것을 목표로 한다고 주장한다.

## 사건 사고

### 1차 성범죄(1999년 ~ 2008년)
정명석은 1999년 여신도에 대한 강제추행, 간음과 공금 횡령 혐의로 내사를 받자 대만을 거쳐 홍콩, 중국 등으로 도피하였다. 이에 한국 정부는 중국 정부에 범죄인 인도 요청을 했고, 중국 정부는 이를 받아들여 2007년에 베이징에서 체포하고 2008년 2월 20일에 강제송환했다.
국제크리스찬연합(JMS) 탈퇴 여성 7명은 2000년, "정명석에게 피해를 입었다"며 손해배상을 청구하여 8년간 지속된 끝에 정씨와 합의한 4명, 공소시효가 만료된 1명을 제외한 2명에게 각각 1000만 원과 5000만원 손해배상 판결을 받았다.
서울중앙지방검찰청은 2001년부터 2006년까지 말레이시아, 홍콩, 중국 등 외국에서 자신을 따르는 여신도들에게 병을 고쳐준다며 한국인 여신도 5명을 성폭행하거나 강제추행한 혐의로 구속 기소했고 교회 노회장이 교회 여신도들을 간음·추행한 사안에서 교회 여신도들이 종교적 믿음에 대한 충격 등 정신적 혼란으로 인한 항거불능의 상태에 있었다고 보아 교회 노회장에게 준강간·강제추행죄 등을 인정한 판례를 인용한 서울중앙지방법원 형사합의26부(재판장 배기열)에서 "피해자들이 메시아로 여기며 그 권위를 절대적으로 신봉해 오던 피고인과의 관계나, 피해가 일어난 아파트에는 정명석을 신봉하는 소수의 신도밖에 없었던 사정 등에 비추어 심리적으로 반항하기 현저히 곤란한 상태에 있었다고 봄이 상당하다"며 징역 10년을 선고받았다.
서울고등법원 형사9부(재판장 고의영 부장판사)는 항소심에서 "정명석 씨가 특수 지위에 있는 종교 지도자라고 믿는 회원을 상대로 성 접촉을 한 점, 피해자들이 비교적 어린 나이였던 점 등을 볼 때 정 씨가 고령(당시 63세)이라 하더라도 1심보다 중한 형을 내려야 한다"며 10년을 선고했다.
대법원은 "피고인의 행위가 종교적으로 필요한 행위로서 이를 용인해야 하는지에 관해 판단과 결정을 하지 못한 채 곤혹과 당황, 경악 등 정신적 혼란을 겪어 피고인의 행위를 거부하지 못하는 한편, 피고인의 행위를 그대로 용인하는 다른 신도들이 주위에 있는 상태에서 위와 같은 정신적 혼란이 더욱 가중된 나머지, 피고인의 행위가 성적행위임을 알면서도 이에 대한 반항이 현저하게 곤란한 상태에 있었다"며 피고인의 상고를 기각하였다.
이에 대해 JMS 신도들은 JMS가 제작한 팸플릿에는 "언론과 방송이 조성한 여론의 영향을 받은 종교 편향적 재판, 증거 없는 자유 심증주의에 의한 편파적 판결", "유죄의 결정적 증거는 없고, 무죄를 입증할 증거는 철저히 배제된 형사재판의 기본 원칙이 무시된 결과"라고 써 있다.
정명석은 2018년 10년형의 형기를 마치고 만기출소했다.
해당 판결은 2018년 12월 대한변호사협회 월간지 <인권과 정의>에서 옥도진 해군군사법원장이 발표한 논문에 인용되어 '비자발적 동의에 의한 간음'으로 법률의 새로운 해석을 제시했고 여성계가 주장한 '비동의 간음죄'의 근거가 되어 2023년 여성가족부가 업무 보고에서 도입을 발표했으나 법무부가 부인하며 논란은 종결되었다.

### 2차 성범죄 (2018년 ~ 2021년)
정명석은 2009년에 대법원에서 성범죄 혐의로 10년 징역을 선고받고 수감생활을 하던중 2018년에 10년 만기 출소하였다. 이후, 2018년 2월부터 2021년 9월까지 충남 금산군 진산면 월명동 수련원 등에서 23차례에 걸쳐 캐나다 출생의 홍콩과 영국 국적 여신도 메이플 입(葉萱/葉映彤, Yip Maple Ying Tung Huen, 29)을 추행하거나 성폭행하고 호주 국적 여신도 에이미(30)와 한국인 여신도를 성추행한 혐의로 2022년 10월 다시 구속기소 됐다. 정명석은 자신을 메시아로 칭하며 신도들을 세뇌한 뒤 범행을 저지른 것으로 조사됐다.
그러나 정명석 측은 여신도들은 성적으로 세뇌되거나 항거불능 상태가 아니었고, 자신은 신이 아니며 사람이라고 지속해 설교해 왔다며 혐의를 부인했다. 또한 외국인 여신도들이 자신을 허위로 성범죄 고소했다며 경찰에 맞고소하였는데 이에 대해서는 무고죄로 재판에 넘겨졌다. 검찰은 "메시아로 행세하며 다수 여신도를 상대로 성범죄를 저질러 죄질이 불량하다"며 정씨에게 징역 30년을 구형했다. 1심 재판부인 대전지법 형사12부(나상훈 부장판사)는 2023년 12월 22일 준강간과 강제추행 등 혐의로 기소된 정명석(78)에게 징역 23년을 선고했다. 이에 대해 정명석 측은 즉각 항소했다.
1심 판결에 대해서 기독교복음선교회(JMS) 측은 ‘종교와 성범죄’라는 강한 편견에 의해 절차적 정의가 훼손되고 무죄추정주의와 죄형법정주의의 헌법적 원칙까지 무시된 결과라는 입장을 홈페이지에 게재하였다. 또한, 정명석 목사는 결백하다고 주장하였고, 언론․방송의 왜곡 과장 편향된 보도로 선교회가 크나큰 피해를 입어 세상 앞에 부정적인 이미지로 낙인찍혔는데 이는 매우 부당한 처사로 이를 바로잡기 위해 노력하겠다고 밝혔다.
한편, 정명석을 고소한 여신도들을 회유하고 협박한 JMS 남성 간부 2명은 항소심에서 실형을 선고 받았다.

### 반JMS 관련 의혹
단국대학교 수학과 김도형 교수는 반JMS(엑소더스) 활동을 해오며 JMS측으로부터 지속적인 테러를 당했다. 이 단체는 기자회견을 열어 언론에 정보를 제공하고 피해자들의 법적소송을 대행하는데 앞장서 왔다. 2001년 방영된 《그것이 알고 싶다》의 보도내용 상당수도 '반JMS'의 용기 있는 제보내용에 바탕하고 있다. 한편 김도형씨가 2003년 홍콩에서 정명석을 찾아내 홍콩 경찰에 체포하도록 하자, 정명석은 학교 교사, 전 프로야구 선수 등의 JMS 신도를 시켜 김 교수의 아버지를 며칠동안 도청장치 등을 설치해 감시한 뒤 야구배트 등의 무기로 가격을 하게 해 왼쪽 얼굴뼈가 함몰되게 하여 복수하였다.
정명석은 성범죄와 관련된 법적공방에서 반JMS가 금전적 보상을 노리고 여성들을 포섭하여 위증교사를 했을 것이라 주장했지만, 법원은 해당 가능성을 일축, 피해를 당했다는 여성들의 진술을 증거 삼아 유죄선고를 내렸다.

### 피대협 관련 의혹
2011년 11월부터 등장한 탈퇴자 조직 'JMS 피해보상대책협의회(피대협)'는 선교회와 정명석을 상대로 집단피해보상을 요구했다. 피대협의 고발은 과거 반JMS의 증언과 대동소이하며 크게 두 가지다. 하나는 선교회 정명석에게 측근들이 조직적으로 성상납을 해왔고, 현재도 성범죄가 일어나고 있다는 것이다. 또 하나는 정명석의 사주로 선교회가 조직적으로 반대자들을 테러해왔으며 정 총재가 현재도 테러를 사주하고 있다는 것이다. 피대협은 언론에 증언을 제공하고 선교회 측에 집단피해보상을 요구해왔으나 이에 선교회가 응하지 않자 다수의 고소·고발 건을 내놓았다.
이단 사이비
예장 고신측이 1991년 41회 총회에서 이단, 예장 통합측이 2002년 87회 총회에서 이단, 예장 합동측이 2008년 93회 총회에서 반기독교적 이단으로 규정.

## 같이 보기
- 기독교복음선교회